# Manuel D. Vidal
Manuel Daniel Vidal (Puerto Irigoyen, 19 de julio de 1929-6 de marzo de 1989) fue un político argentino del Movimiento de Integración y Desarrollo que se desempeñó como senador nacional por la provincia de Formosa entre 1983 y 1989.

## Biografía
Nació en el paraje de Puerto Irigoyen, en el actual departamento Bermejo de la provincia de Formosa (en ese entonces territorio nacional) en 1929. En el sector privado se desarrolló como comerciante e industrial, siendo presidente de la Cámara de Comercio, Industria, Forestal y Agropecuaria del Oeste Formoseño. En política adhirió primero a la Unión Cívica Radical.
En 1957 fue interventor de la comisión de fomento formoseña de Ingeniero Juárez (departamento Matacos), durante la dictadura autodenominada Revolución Libertadora. Al conformarse la Unión Cívica Radical Intransigente (UCRI), se afilia a la misma, desempeñándose como vicepresidente del comité provincial y convencional nacional. En las elecciones al Senado de 1963, fue candidato a senador nacional por la UCRI. En 1964 comenzó su militancia en el Movimiento de Integración y Desarrollo (MID), integrando la convención nacional del partido.
En las elecciones al Senado de 1983 fue elegido senador nacional por Formosa. Único senador del MID durante su período, algunas veces votaba en consonancia con el bloque justicialista. En febrero de 1984, fue el único senador que se abstuvo en la votación de reforma del Código de Justicia Militar. En 1986 votó a favor de la Ley de Punto Final.
Fue presidente de la comisión de Recursos Hídricos y vocal de las comisiones de Interior y Justicia; de Educación; de Agricultura y Ganadería; de Comercio; de Obras Públicas; y de la comisión especial investigadora de Ilícitos Económicos. Su mandato se extendía hasta diciembre de 1989, pero falleció meses antes, en marzo, a los 62 años. Su banca permaneció vacante hasta la renovación de la cámara.

## Publicaciones
- El desarrollismo y el reordenamiento sindical. Comisión Gremial Obrera del MID (1984).[10]